# Hedwig Bollhagen

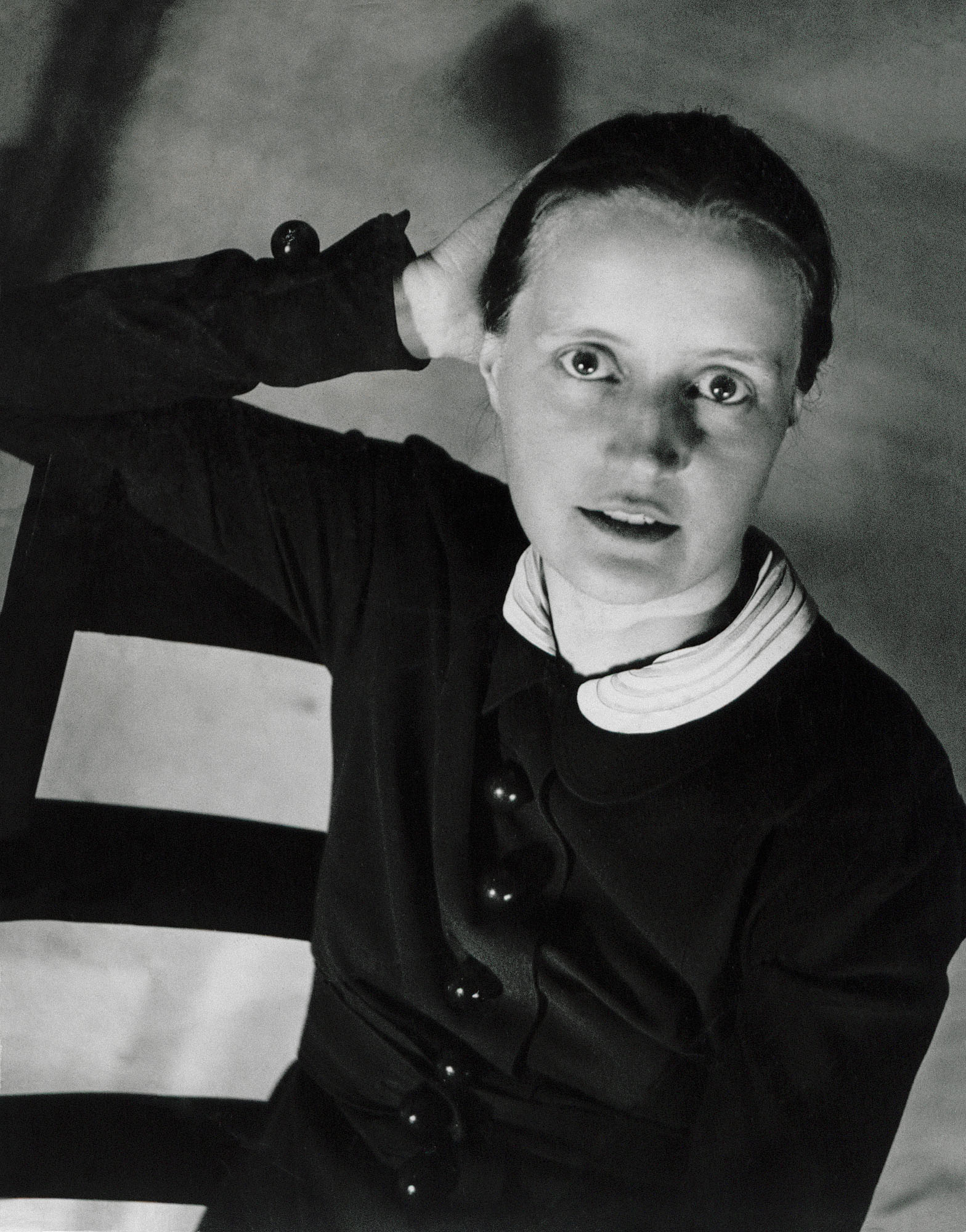
Hedwig Bollhagen

Hedwig Bollhagen (* 10. November 1907 in Hannover; † 8. Juni 2001 in Marwitz) war eine deutsche Keramikerin und Mitbegründerin der HB-Werkstätten für Keramik.

## Leben
Anna Lucie Hedwig Bollhagen wuchs als Halbwaise und Tochter des Arztes Johannes Ludwig Bollhagen und dessen Ehefrau Margarete Erna Werner in Hannover auf und besuchte dort das Lyzeum, nach dessen Abschluss 1924 sie noch im selben Jahr ein Praktikum in einer Töpferei in Großalmerode absolvierte.

### Beruf
Nach einem Gaststudium an der Staatlichen Kunstakademie Kassel lernte sie vom Frühjahr 1925 bis Sommer 1927 an der Keramischen Fachschule Höhr-Grenzhausen bei Eduard Berdel und Hermann Bollenbach und volontierte 1926 in der Hamelner Töpferei von Gertrud Kraut in Hameln.

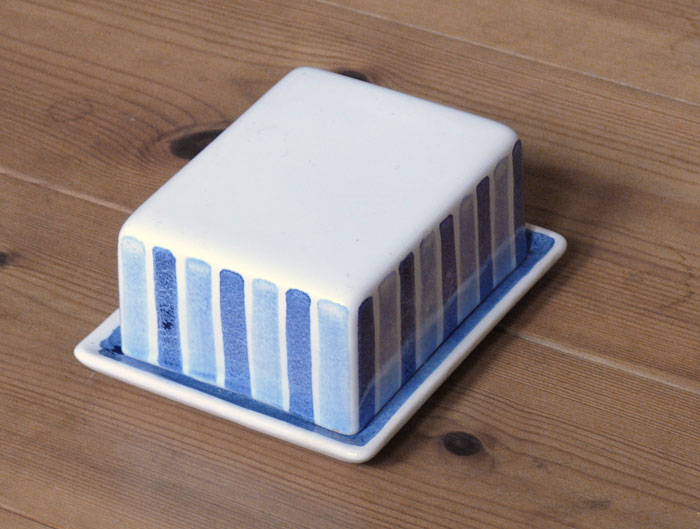
Butterdose im charakteristischen blauen Streifendesign von Hedwig Bollhagen

Von 1927 bis 1931 erhielt sie eine Anstellung als Entwerferin und Leiterin der Malabteilung bei den Steingutfabriken Velten-Vordamm in Velten. Eine ihrer Schülerinnen war dort Eva Schulz-Endert. Nach deren Schließung wegen Wegfalls der Exporte infolge der Weltwirtschaftskrise begannen ihre „Wanderjahre“, welche sie zuerst in die Staatliche Majolika-Manufaktur Karlsruhe, dann zu den Rosenthal-Betrieben in Neustadt bei Coburg, die Werkstatt Wilhelm Kagel in Garmisch-Partenkirchen (bis Frühling 1932) und schließlich als „Ladenmädchen“ bis Februar 1933 in die Verkaufsgalerie „Kunst und Handwerk“ von Tilly Prill-Schloemann und Bruno Paul in Berlin führten. Bis Oktober 1933 arbeitete sie noch in der Glasur- und Malabteilung der J. Kalscheuer Cie. Steinzeugwerke m.b.H. in Frechen.

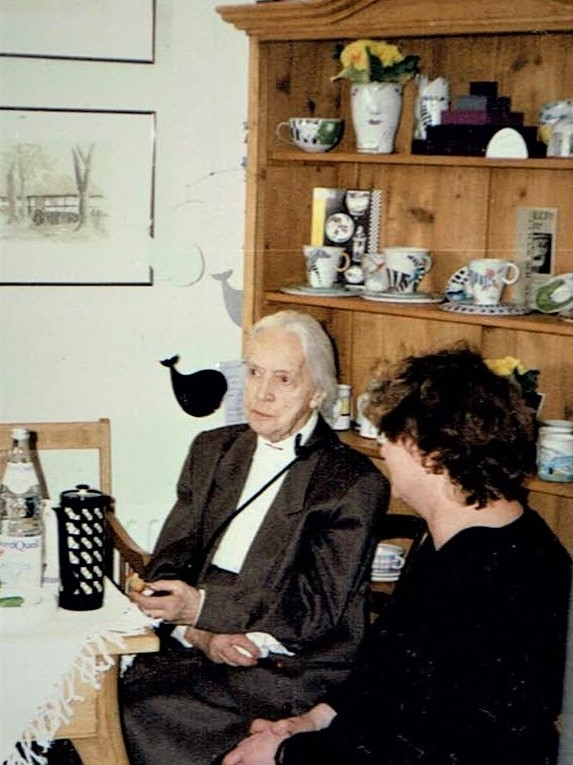
Hedwig Bollhagen (1998)

In seiner Position als NSDAP-Funktionär kaufte Heinrich Schild 1934 die Haël-Werkstätten für Künstlerische Keramik in Marwitz (Brandenburg) von Margarete Heymann-Loebenstein. Als Jüdin war Heymann-Loebenstein Diskriminierung und Verfolgung ausgesetzt und war zu diesem Zeitpunkt gezwungen, ihr Unternehmen deutlich unter Wert zu verkaufen.
Schild galt als Mäzen Bollhagens, die er als künstlerische Leiterin einsetzte. Er selbst wurde unentgeltlicher Geschäftsführer der dort neugegründeten HB-Werkstätten für Keramik. Während des Zweiten Weltkriegs beschäftigten die HB-Werkstätten Zwangsarbeiter, wobei die Bedingungen als vergleichsweise günstig beschrieben wurden. Zudem nahm Bollhagens Betrieb Aufträge der SS an, darunter zur Herstellung von Geschirr. Obwohl Bollhagen wirtschaftlich vom NS-Regime profitierte, gibt es keine Hinweise darauf, dass sie das Regime aktiv unterstützte oder dessen Ideologie teilte.
Seit 1935 erschloss Charles Crodel der Firma das Feld der Baukeramik und brachte zugleich seine in den  Vereinigten
Lausitzer Glaswerken im Zusammenwirken mit Wilhelm Wagenfeld gewonnenen Industrieerfahrungen in der Dekorentwicklung ein.
1939 legte Hedwig Bollhagen mit einem von Charles Crodel bemalten Gefäß die Meisterprüfung ab - damit konnte sie den Betrieb dem Zugriff der Deutschen Arbeitsfront (DAF) entziehen.
Nach dem Ende des Zweiten Weltkriegs siedelte Heinrich Schild aus der damaligen SBZ nach Westdeutschland um. Hedwig Bollhagen übernahm daraufhin die Führung der HB-Werkstätten in alleiniger Verantwortung. 1972 wurden die Werkstätten verstaatlicht, doch blieb Bollhagen auch in den zwanzig Jahren bis zur Reprivatisierung 1992 künstlerische Leiterin und arbeitete bis kurz vor ihrem Tod weiter. Ihre Nachfolgerin wurde Heidi Manthey, eine Schülerin von Charles Crodel.
Internationale Bekanntheit erlangte Hedwig Bollhagen durch ihr schlichtes, zeitloses Alltagsgeschirr, dem in Form und Dekor eine zwanglose Verbindung von bäuerlicher Tradition und Bauhaus-Ästhetik gelingt. Sie selbst sagte dazu: „Kunst? Ach ja, manche nennen es so. Ich mache Teller, Tassen und Kannen.“ oder kürzer: „Das sind doch bloß Töppe!“.
Schüler Hedwig Bollhagens waren u. a. auch Tomas Grzimek, Guido von Martens, Martin Möhwald (* 1954) und Friedrich Stachat.
Beigesetzt ist Hedwig Bollhagen auf dem Stadtfriedhof Stöcken im hannoverschen Stadtteil Stöcken.

## Nachlass

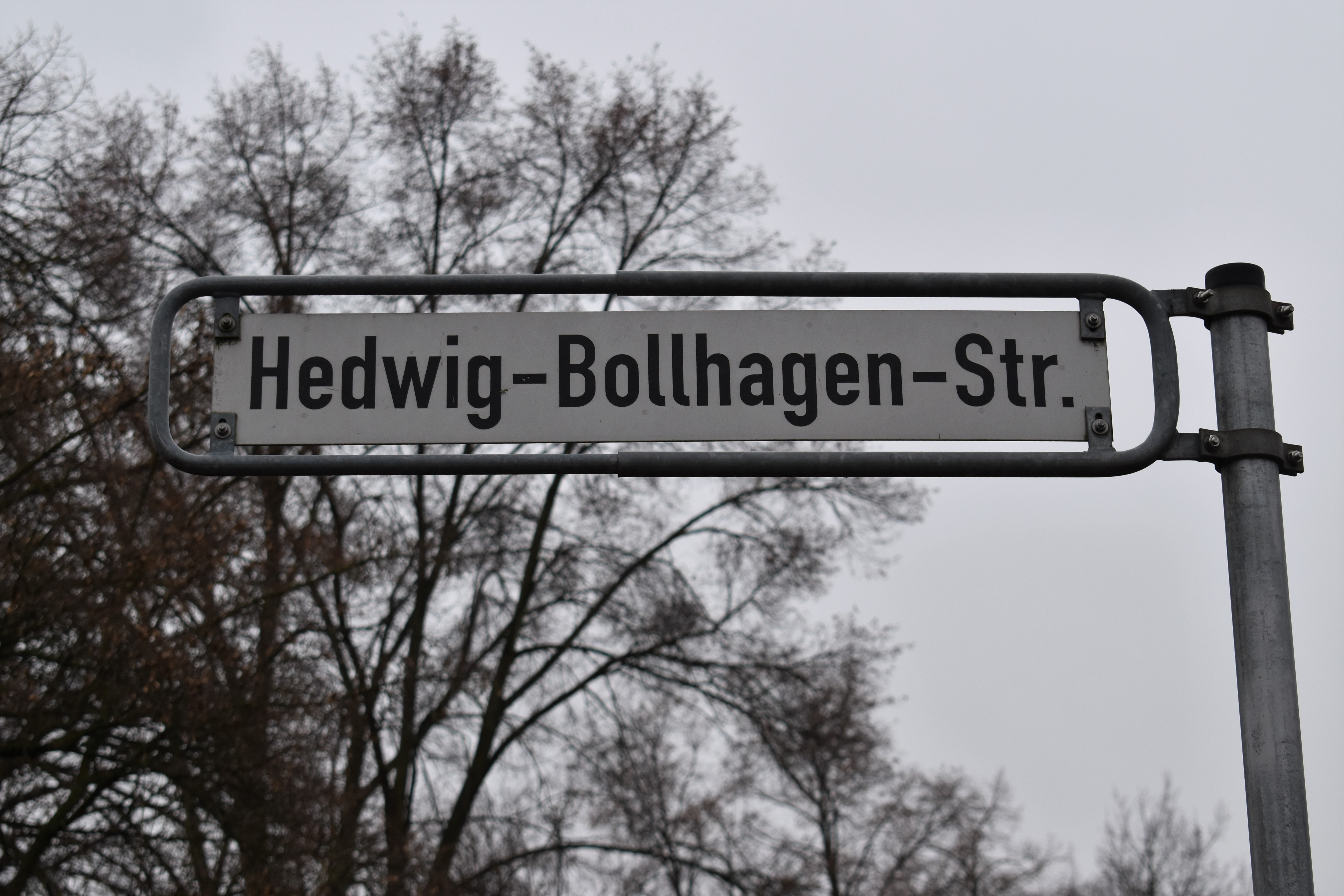
Straßenschild der Hedwig-Bollhagen-Straße in Hannover-Seelhorst

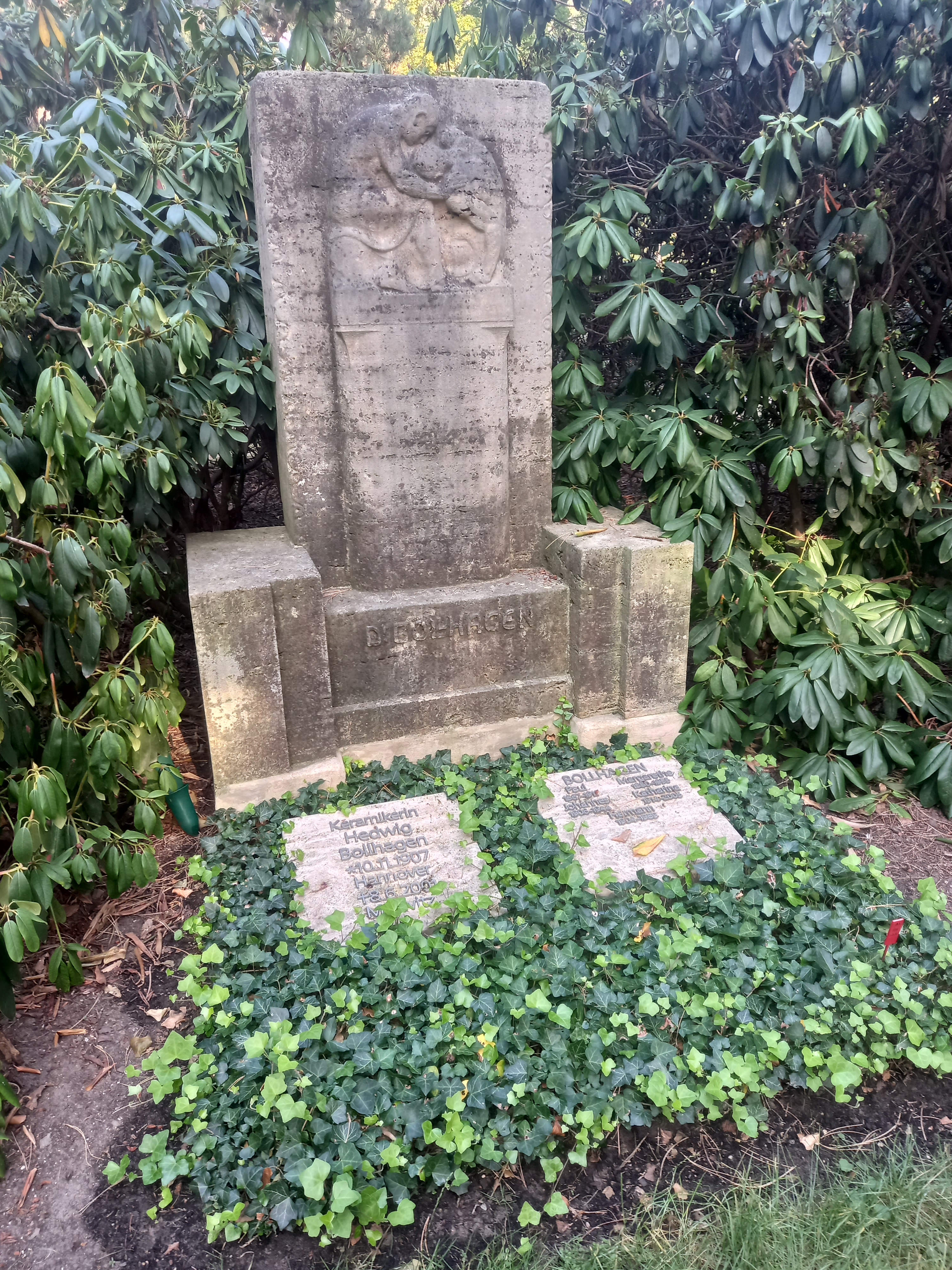
Das Grab von Hedwig Bollhagen im Familiengrab auf dem Stadtfriedhof Stöcken in Hannover

Der Nachlass Hedwig Bollhagens wurde 2004 unter Federführung des Brandenburgischen Landesamtes für Denkmalschutz als bewegliches Denkmal in die Denkmalliste des Landes Brandenburg aufgenommen.
Für den Nachlass errichteten die Erben die Hedwig Bollhagen-Stiftung als treuhänderische Stiftung in der Obhut der Deutschen Stiftung Denkmalschutz. Er sollte ab Sommer 2008 im Museumshaus „Im Güldenen Arm“ in Potsdam ausgestellt werden. Die Eröffnung des geplanten Museums wurde jedoch nach Differenzen zwischen Hedwig-Bollhagen-Stiftung und Hedwig-Bollhagen-Gesellschaft auf der einen und der Stadtverwaltung Potsdam auf der anderen Seite verschoben.
Ausgelöst durch einen Beitrag des rbb-Magazins Kontraste gab es Anfang 2008 eine verstärkte mediale Diskussion darüber, inwieweit Hedwig Bollhagen bewusste Nutznießerin der so genannten „Arisierung“ der Haël-Werkstätten war. Die Jewish Claims Conference hielt 2008 an der Entschädigungsregelung von 1991 fest und verwies darauf, dass das zuständige Landesamt zur Regelung offener Vermögensfragen die Verfolgungsbedingtheit der Veräußerung verneint habe.
Potsdams Oberbürgermeister Jann Jakobs hatte eine Studie beim Zentrum für Zeithistorische Forschung Potsdam (ZZF) in Auftrag gegeben, um zu prüfen, ob eine geplante Dauerausstellung der Keramiken von Hedwig Bollhagen im städtischen „Haus im Güldenen Arm“ noch realisiert werden könne. Die Historikerin Simone Ladwig-Winters, die mit einer Dissertation über die „Arisierung“ von Berliner Warenhäusern promoviert wurde, veröffentlichte diese am 14. Juli 2008. Darin kam sie zu dem Schluss, dass Hedwig Bollhagen weder Anhängerin noch Förderin des Nationalsozialismus gewesen war, wie es das rbb-Magazin „Kontraste“ dargestellt hatte. Zwar habe sie von den antijüdischen Rahmenbedingungen der nationalsozialistischen Etablierungsphase wirtschaftlich profitiert, diese aber nicht gezielt zu ihrem Vorteil genutzt. Jakobs gab daraufhin seine Zustimmung für eine Dauerausstellung der Keramiken Bollhagens, die nun auch die Kontroverse um ihre Rolle in der NS-Zeit aufgreifen sollte.
Im brandenburgischen Velten wurde 2002 das Hedwig-Bollhagen-Gymnasium nach ihr benannt. In Hannover trägt seit 2006 eine Straße im Stadtteil Seelhorst ihren Namen.
Der gemeinnützige Verein „Kunsthandwerk e. V. Marwitz“ pflegt und bewahrt das Andenken von Hedwig Bollhagen und ihres Schaffens in ihren Werkstätten durch Ausstellungen.

## Ehrungen (unvollständig)
- 1937: Goldmedaille Weltfachausstellung Paris 1937
- 1938: Bronzemedaille der Internationalen Handwerksausstellung Berlin
- 1957: Goldmedaille der Handwerksausstellung München
- 1958: Ehrenurkunde der EXPO 58 in Brüssel
- 1962: Goldmedaille der Internationalen Keramikausstellung Prag
- 1964: Diplom der Keramikausstellung Faenza
- 1964: Verdienstmedaille der DDR
- 1966: Theodor-Fontane-Preis des Bezirks Potsdam
- 1985: Vaterländischer Verdienstorden in Gold
- 1987: Hans-Grundig-Medaille
- 1988: Nationalpreis der DDR
- 1991: Ehrenausstellung auf der Antiqua in Berlin
- 1992: Kulturpreis des Landkreises Oranienburg
- 1996: Verdienstorden des Landes Berlin
- 1997: Bundesverdienstkreuz 1. Klasse (9. Oktober 1997)[21]

## Öffentliche Sammlungen und Museen mit Werken Hedwig Bollhagens (unvollständig)
- Berlin: Museum Europäischer Kulturen[22]
- Bernburg: Museum Schloss Bernburg[23]
- Dresden: Kunstgewerbemuseum Dresden[24]
- Eisenhüttenstadt: Museum Utopie und Alltag[25]
- Görlitz: Kulturhistorisches Museum[25]
- Köln: Museum für Angewandte Kunst
- Leipzig: Grassi-Museum für Angewandte Kunst[26]
- Mannheim: Kunsthalle Mannheim
- Velten: Ofen- und Keramikmuseum[25]

## Ausstellungen (unvollständig)

### Einzelausstellungen nach der deutschen Wiedervereinigung
- Berlin ehrt Hedwig Bollhagen. 8. Oktober bis 13. November 1994. Gastausstellung des Keramik-Museums Berlin im Martin-Gropius-Bau Berlin
- Hedwig Bollhagen – Unikate. 1. bis 31. Mai 1996. Galerie Theis Berlin.
- Hedwig Bollhagen. Ein Leben für die Keramik. 22. Juni 2007 bis 13. Januar 2008. Haus der Brandenburgisch-Preußischen Geschichte, Kutschstall am Neuen Markt, Potsdam
- Hedwig Bollhagen (1907–2001) zum 100. Geburtstag. 26. August bis 31. Dezember 2007. Keramik-Museum Berlin
- Töppe, Tassen, Humpen für VEB Stadtgrün u. a. – Präsent- und Auftragskeramik aus den HB-Werkstätten Marwitz. 3. November 2007 bis 3. Februar 2008. Ofen- und Keramikmuseum Velten, Wilhelmstraße 32, Velten (Mark)
- Hedwig Bollhagen – Keramik. Sonderausstellung, 12. April bis 21. September 2008, Keramik-Museum Bürgel
- Hedwig Bollhagen. Baukeramik und Denkmalpflege. 11. Februar bis 13. August 2012. Hedwig Bollhagen Gesellschaft zu Gast im Keramik-Museum Berlin

### Beteiligung an zentralen und regional wichtigen Ausstellungen in der DDR
- 1958 bis 1988: Dresden, Vierte Deutsche Kunstausstellung bis X. Kunstausstellung der DDR
- 1969: Potsdam, Bezirkskunstausstellung
- 1986: Magdeburg, Kloster Unser Lieben Frauen („Keramik in der DDR“)